# Mobile Suit Gundam Wing
Mobile Suit Gundam Wing (яп. 新機動戦記ガンダムW (ウイング) Shin Kidou Senki Gundam W, Мобильный воин Гандам Винг) — аниме-сериал, выходивший в Японии с 1995 по 1996 год и являющийся частью серии Gundam. Существует 49 серий аниме-сериала, а также 1 полнометражный фильм и 2 OVA, по мотивам аниме сериала

## Сюжет
В недалёком будущем человечество колонизировало космос, а на Земле нации объединились в Объединённый Альянс Земного Шара (United Earth Sphere Alliance). Альянс притесняет колонии своей военной мощью. Колонии, желая мирного разрешения ситуации, объединяются под руководством пацифиста Хиро Юи (Heero Yuy). В AC 0175 году, Юи был застрелен (предположительно Одином Лёве (Odin Lowe)), что вынуждает колонии искать другие средства достижения мира. Убийство также толкает пятерых недовольных учёных из Организации Зодиака (Organization of the Zodiac, чаще называемой OZ), уйти в подполье после завершения строительства прототипа мобильного костюма Tallgeese.
В AC 0195 году начинается Операции Метеор — план пятерых учёных отомстить военной организации OZ. Операция включает пятерых молодых людей (Хиро Юи (Heero Yuy), Дуо Максвелл (Duo Maxwell), Трова Бартон (Trowa Barton), Кватре Раберба Виннер (Quatre Raberba Winner) и Чанг Вуфей (Chang Wufei)), каждый из которых был отобран и тренирован одним из учёных, затем отправлен на Землю в очень продвинутом мобильном костюме, также созданным отдельно каждым учёным, мобильные костюмы называются гандамы (они изготоволены из редкого и удивительно прочного сплава ганданиума, который может быть создан только в открытом космосе).
Миссия пилотов — атаковать OZ, а также избавить Альянс от их оружия и освободить колонии от гнёта. Гандамы отправлены из разных колоний, и изначально пилоты не в курсе о существовании друг друга и объединяются только на Земле. По ходу действа, они встречают Рилину Дарлан (Relena Darlian), которая позже узнаёт, что является Рилиной Пискрафт (Relena Peacecraft), наследницей пацифистского Королевства Санк (Sanc Kingdom).
Хотя пяти гандамам удаётся уничтожить несколько снабженческих баз и фабрик мобильных костюмов OZ, зловещей организации всё равно удаётся добиться своей основной цели — низвергнуть Альянс и стать новым правителем Земли и колоний. На всём протяжении сериала, Хиро несколько раз сталкивался с «Молниеносным графом» OZ — Зексом Маркисом (Zechs Marquise) (чья истинная личность — Миллиардо Пискрафт (Milliardo Peacecraft), старший брат Рилины). Во время их второй битвы космические колонии держатся в заложниках беспощадным вторым командиром OZ — Леди Юне (Lady Une), и Хиро, в ответ, приходится запустить самоуничтожение своего гандама, едва не убив себя в процессе.
Позже пилоты гандамов возвращаются в открытый космос и выясняют, что колонии отправившие их, теперь на одной стороне с OZ. После обвинений в мятеже, для них настают тяжёлые времена. В это время представляют Wing Gundam Zero. Этот мобильный костюм является оригинальным гандамом, разработанным пятью учёными, но он не был ими построен из-за своей характерной особенности — ZERO System, боевой системы, напрямую обращающейся к мозгу пилота и получающей тактические данные на лету. Недостатком являлось то, что длительное воздействие вызывало галлюцинации и, в некоторых случаях, даже сумасшествие. После смерти своего отца, Кватре обнаружил схематику для Wing Zero и построил его. Затем он использует его против OZ, чтобы отомстить за смерть отца, но в итоге Хиро и Трова его останавливают, хотя Трова в процессе получает большой урон и страдает временной амнезией.
После возвращения на Землю, Хиро и Кватре находят убежище в заново открытом Королевстве Санк, которое управляется ни кем иным, как Реленой. Однако, королевство находится под давлением Фонда Ромфеллер (Romefeller Foundation), группы, контролирующей большую часть других государств, также как и OZ, и первого лидера OZ — Трезе Кушренада (Treize Kushrenada) — который находится в заточении в штаб-квартире Ромфеллер. В своём заточении он строит Gundam Epyon и позже передаёт его Хиро. Как и Wing Zero, Epyon снабжён ZERO System. После воздействия системой, Хиро ещё раз участвует в битве с вернувшимся Зексом, который пилотирует Wing Zero. В то же самое время Релена формально ликвидирует Королевство Санк, находясь под огромным давлением Ромфеллер. Затем она становится главным представителем фонда (сначала как образ, затем в настоящей жизни) под титулом Королевы Мира. В конце концов, Трезе выходит из заточения, освобождает Релену от короны и берёт под свой контроль Фонд Ромфеллер.
Зекс возвращается в космос и становится лидером организации Белый Клык (White Fang) под своим настоящим именем — Миллиарда Пискрафта. Белый Клык захватывает контроль над боевой станцией Либра (Libra), которую OZ строила по заказу Ромфеллер для демонстрации своей военной силы. Зекс стреляет из главного орудия по Земле, нанося огромный урон планете. Это побуждает Трезе начать сбор всей военной силы, которую возможно найти на Земле для отпора, в то время как пилоты гандамов остаются нейтральными. Белый Клык уничтожает последнюю базу OZ в космосе — Космическую крепость Барж (Space Fortress Barge). В итоге, гандамы решают вступить в бой против Белого Клыка.
Во время последней битвы Вуфей убивает Трезе, в то же время Хиро в последний раз бьётся против Зекса, их битва транслируется на всю Землю и космос. Когда граждане видят битву, они отбрасывают в сторону свои различия — Земляне и жители колоний объединяются и формируют то, что станет Объединённой Нацией Земного Шара (Earth Sphere Unified Nation). Однако, Белый Клык отказываются сдаться и посылают Либру вниз на Землю. После нескольких попыток остальных четырёх гандамов предотвратить это, Хиро идёт на перехват остатков боевой станции, уже вошедших в атмосферу, и уничтожает их с помощью двухствольной винтовки Wing Zero, тем самым принося конец войне.

## Персонажи
Хиро Юй (яп. ヒイロユイ Heero Yuy) —  (префикс Хи (Хии) означает «один») — японский подросток 15-17 лет, названный в честь лидера пацифистов. Он очень замкнут, может показаться довольно жестоким, но, как выясняется позже, это не так. Несмотря ни на что, Хиро очень добр, просто его психика с самого раннего детства подвергалась испытаниям. У него синие глаза, вечно лохматые темно-каштановые волосы, он одевается в зелёную майку и поразительно обтягивающие шорты. Хиро необычайно живучий. Например, в одной из серий он прыгает с 50-го этажа и остается жив.
Сэйю: Хикару Мидорикава
Дуо Максвелл (яп. デュオマックスウェル Duo Maxwell) — («Дуо» означает «два») дуо — американец 15-17 лет. Самый жизнерадостный и веселый из всех пилотов. Он никогда не унывает, часто шутит и производит впечатление дурачка. Однако Дуо очень умен, он просто старается не зацикливаться на плохом. Самая примечательная деталь внешности Дуо — его длинная коса. Он одевается в чёрную одежду, которая, по манге, является одеждой католического священника, ещё у Дуо можно увидеть католический крестик, но он никогда не говорил, что католик. Дуо называет себя Синигами — Богом Смерти.
Сэйю: Тосихико Сэки
Трова Бартон (яп. トロワ・バートン Trowa Barton) — («Трова» образовано от слова «три») — самый высокий из всех пилотов. Ему 15-17 лет. Трова из тех, кто предпочитают жевать, а не говорить. Он молчалив и закрыт, имеет железное самообладание, хотя иногда можно увидеть, что на самом деле он беспокоится за своих друзей, очень чуткий и великолепно ладит с животными. Светло-каштановые волосы (иногда их рисуют рыжими), темно-зеленые глаза. Трова коротко подстрижен, однако над его лицом нависает нехилая челочка… Никто не знает, как ей удается торчать козырьком. Трова одет в зелёный свитер и светло-синие джинсы. Он ничего не знает о своем происхождении. До 15-ти лет его звали Нанаси (по-японски это значит «Безымянный»). Прекрасно играет на флейте.
Сэйю: Сигэру Накахара
Кватре Раберба Виннер (яп. カトル・ラバーバ・ウィナ Quatre Raberba Winner) — («Кватре» означает «четыре») — араб 15-17 лет. Он блондин с большими голубыми (иногда зелеными) глазами, его волосы коротко подстрижены, однако можно заметить, что на затылке они вьются. Носить Кватре предпочитает светло-розовую рубашку, песочные брюки и фиолетовую жилетку. Несмотря на то, что от парня с такой внешностью ожидается поведение девочки, Кватре достаточно мужественный. Он спокойный, дружелюбный. Он пытался подружиться со всеми пилотами, и ему это почти удалось (во всяком случае, Хиро, Дуо и Трова могут назвать его своим другом). Он часто мучается чувством вины и не любит убивать. Он единственный, кто просит прощения у своих жертв перед тем, как убить их. Кватре эстет, ему не чуждо чувство прекрасного. Обладает способностью сродни паранормальной — сам он называет её «Сердцем вселенной» — которая позволяет Кватре чувствовать эмоции и ощущения окружающих. Это похоже на способности Ньютайпа, хотя официального подтверждения того, что Кватре Ньютайп, нет. Прекрасный стратег, лидер — когда пилоты действуют сообща, ведет их в бой именно он. Кватре божественно играет на скрипке и фортепиано.
Сэйю: Ай Орикаса
Чанг Ву Фей (яп. 張 五飛 Chang Wufei) — («Ву» означает «пять») — китаец 15-17 лет. Ву Фей бывает спокоен, но он может и вспылить. Он любит сражаться с умелым противником, превосходящим его, однако впадает в депрессию, если проигрывает. Он не любит, когда ему приказывают, он всегда сам по себе. Он задумчив и любит природу. У него черные волосы, стянутые в хвостик, раскосые черные глаза (иногда, впрочем, их рисуют синими). Ву Фей — вдовец. Несмотря на его юный возраст, он уже был женат на девушке по имени Мейран, однако та погибла. Ву Фей считает, что её душа живёт в его Гандаме.
Сэйю: Рюдзо Исино